# Liste der Kirchen und Kapellen in der Verwaltungsgemeinschaft Memmingerberg

Lage der Verwaltungsgemeinschaft Memmingerberg im Landkreis Unterallgäu

Die Liste der Kirchen und Kapellen in der Verwaltungsgemeinschaft Memmingerberg bietet eine Übersicht über die christlichen Gotteshäuser auf dem Gebiet der Gemeinden Benningen, Holzgünz, Lachen, Memmingerberg, Trunkelsberg und Ungerhausen sowie der jeweiligen Ortsteile.

## Hinweise zu den Angaben in der Tabelle
- In der Spalte Name ist der Kirche oder Kapelle genannt.
- In der Spalte Konfession ist die Glaubensrichtung der Kirche oder Kapelle aufgeführt
- In der Spalte Patrozinium ist, sofern vorhanden, das Patrozinium gelistet.
- In der Spalte Entstehungszeit/Beschreibung ist ein kurzer geschichtlicher Abriss sowie eine kurze Beschreibung des Objektes aufgeführt.
- In der Spalte Ort ist die Ortschaft bzw. der Weiler, sowie die Adresse des Gebäudes genannt.
- In der Spalte Denkmalnummer ist die Denkmalnummer des Bayerischen Landesamts für Denkmalpflege angegeben, sofern die Kirche oder Kapelle unter Denkmalschutz steht.
- In der Spalte  kann der geographische Standort auf verschiedenen Karten per Klick auf das Icon angezeigt werden.

Bis auf die Spalte Bild sind alle Spalten sortierbar.

## Kirchen und Kapellen
| Name                         | Konfession | Patrozinium                  | Entstehungszeit/Beschreibung | Ort                                | Denkmalnummer |                     | Bild |
| ---------------------------- | ---------- | ---------------------------- | --- | ---------------------------------- | ------------- | ------------------- | ---- |
| Pfarrkirche Herbishofen      | ev.-ref.   |                              | Eine erste Kirche bestand bereits 1167. Der derzeitige Bau stammt in großen Teilen jedoch aus dem 15. Jahrhundert. Die Innenausstattung besteht unter anderem aus einer Kanzel von 1655, einem Taufstein aus dem 15. Jahrhundert. Im Fenster ist ein Wappen des Reichserbmarschalles Philipp von Pappenheim angebracht.                                                                             | Herbishofen 18                     | D-7-78-162-9  | 47.952962 10.224452 |      |
| Riedkapelle                  | röm.-kath. | Zum Hochwürdigen Gut         | Die Riedkapelle wurde ursprünglich 1218 nach einem Hostienwunder errichtet. Die Sakristei und Teile des Langhauses wurden im Zuge einer Erneuerung im Jahr 1586 errichtet. 1674 wurde die Riedkapelle abermals erneuert. Auf Tafeln in der Riedkapelle ist das Hostienwunder dargestellt. Geschaffen wurden die Gemälde um das Jahr 1600 von Johann Friedrich Sichelbein.                           | BenningenRiedkapelle 1             | D-7-78-118-8  | 47.968017 10.211341 |      |
| St. Afra                     | röm.-kath. | St. Afra                     | Die Kirche wurde 1746 errichtet und 1773 geweiht. Der Kirchturm wurde im Jahr 1905 gebaut. Der Taufstein aus rotem Marmor stammt aus der Zeit um 1770/1780. Aus dem Ende des 18. Jahrhunderts stammt der Kreuzweg mit 14 Stationen. | LachenKirchstraße 8                | D-7-78-162-2  | 47.944464 10.240341 |      |
| St. Afra                     | ev.-ref.   |                              | Eine erste Kirche bestand bereits im Jahr 1167. Im Jahr 1484 wurde der Kirchturm errichtet. Die Kirche wurde im Jahr 1633 teilweise zerstört und 1860 wieder errichtet und renoviert. Die Kanzel entstammt um das Jahr 1700. | Theinselberg 35                    | D-7-78-162-14 | 47.942292 10.249721 |      |
| St. Ambrosius                | röm.-kath. | St. Ambrosius                | | MemmingerbergGrubstraße 25         |               | 47.989685 10.213643 |      |
| St. Franz Xaver              | röm.-kath. | St. Franz Xaver              | Die Kapelle wurde 1748 errichtet und 1955 restauriert. Das Deckengemälde wurde 1752 geschaffen und zeigt die Hl. Katharina und den Hl. Matthäus. In der Kapelle befinden sich mehrere Holzfiguren, darunter ein Hl. Sebastian aus dem 16. Jahrhundert. | SchwaighausenUnterharter Straße 11 | D-7-78-151-7  | 48.01612 10.245545  |      |
| St. Georg                    | röm.-kath. | St. Georg                    | Teile des Turmes und evtl. der Kern des Chores stammen aus dem 15. Jahrhundert. Die anderen Gebäudeteile wurden 1875 errichtet. Der Hochaltar enthält ein Altarbild der Kreuzigungsgruppe das in der Art Johann Friedrich Sichelbeins gemalt ist. | HolzgünzHauptstraße 60             | D-7-78-151-4  | 48.025323 10.258795 |      |
| St. Gordian und Epimachus    | ev.-luth.  |                              | Der Chor entstammt noch dem Vorgängerbau von 1483. Teile des Kirchturmes und des Langhauses sind spätmittelalterlich. Im spanischen Erbfolgekrieg wurde die Kirche 1703 beschädigt und in der Folgezeit wiederhergestellt. Eine Renovierung fand im Jahr 1958 statt. In der Kirche befinden sich mehrere Gemälde aus dem 18. und 19. Jahrhundert.                                                   | MemmingerbergSchießstattstraße 6   | D-7-78-171-8  | 47.986922 10.207361 |      |
| St. Johann Baptist           | röm.-kath. | Johannes der Täufer          | Die Vorgängerkirche wird 1733 mit Ausnahme des Kirchturms abgerissen. An dieser Stelle entsteht ab 1734 der noch vorhandene Neubau der Kirche. Die Einweihung erfolgte 1738. In den Jahren 1955 bis 1957 fand eine Renovierung statt. Der Altar stammt aus dem Jahr 1738, das Deckengemälde wurde 1734 geschaffen. In der Kirche befinden sich mehrere Holzfiguren aus dem 15. und 18. Jahrhundert. | UngerhausenMemminger Straße 2      | D-7-78-205-4  | 48.005321 10.266359 |      |
| St. Johannes                 | röm.-kath. | St. Johannes                 | Die Kapelle besteht aus dem Chor der ehemaligen Pfarrkirche und entstammt dem 15. Jahrhundert. In der Kapelle befindet sich das Gemälde Tod des Hl. Joseph aus dem 18. Jahrhundert. | UngerhausenKapellenweg 34          | D-7-78-205-3  | 48.00049 10.261606  |      |
| St. Peter und Paul           | röm.-kath. | St. Peter und St. Paul       | Die Planungen zu einem Neubau der Kirche in Benningen begannen bereits 1725. Simpert Kraemer fertigte hierfür einen Riss zum Neubau der Kirche an den Ottobeurer Abt Rupert Ness. In den Jahren 1726 bis 1729 wurden das Langhaus, der Chor und die Sakristei neu gebaut. | BenningenHauptstraße 21            | D-7-78-118-5  | 47.968017 10.211341 |      |
| St. Simon und Judas Thaddäus | röm.-kath. | St. Simon und Judas Thaddäus | Die Schlosskirche wurde, wie das Schloss auch, im Jahr 1586 errichtet. Das Deckengemälde wurde im Jahr 1590 geschaffen und 1911 wieder freigelegt. Der Hochaltar wurde 1695 geweiht. Mehrere Holzfiguren aus dem 17. und 18. Jahrhundert schmücken die Kirche. | HolzgünzSchloßweg 5                | D-7-78-151-6  | 48.022462 10.260359 |      |
| St. Stanislaus Kostka        | röm.-kath. | St. Stanislaus Kostka        | Die Kirche wurde im Jahr 1782 errichtet und 1958 erweitert. Der Altar stammt aus dem 18. Jahrhundert. In der Kirche ist ein Kreuzweg mit 14 Stationen angebracht. Dieser wurde 1784 geweiht. | TrunkelsbergMemminger Straße 2     | D-7-78-202-5  | 48.002698 10.218707 |      |
| Wegkapelle                   | röm.-kath. | Maria                        | Die Kapelle wurde laut Inschrift im Marienjahr 1954 durch Matthäus und Therese Haberl erbaut. | GoßmannshofenKapellenstraße 13     |               | 47.928263 10.234247 |      |
| Wegkapelle                   |            |                              | | BenningenEinöde 9                  |               | 47.972682 10.233475 |      |
| Wegkapelle                   |            |                              | | TrunkelsbergEisenburger Straße     |               | 48.005483 10.222692 |      |